# Lunatia heros
Lunatia heros е вид хищно морско коремоного мекотело от семейство Naticidae. Видът е крайбрежен т.нар „лунен охлюв“, хранещ се с миди и охлюви.

## Разпространение и местообитание
Видът е разпространен в района на северозападното атлантическо крайбрежие на юг от Вирджиния на север заобикаля няколко източни провинции на Канада и достига до залива Сейнт Лорънс. Охлювите от вида обитават батиалната зона на океана на дълбочина до 435 m.

## Описание
Черупката е овална и дясно завита до 125 mm. Оперкулумът е голям и с форма на ухо. Често се наблюдава по плажната ивица след дрейф на морето.

## Хранене
Видът е хищен и се храни основно с миди и по-рядко охлюви обитаващи пясъчното дъно. Жертвата се изтръгва от черупката благодарение на добре развитата радула